# Svarttjärnen (Enångers socken, Hälsingland, 683009-155434)
Svarttjärnen är en sjö i Hudiksvalls kommun i Hälsingland och ingår i Nianåns huvudavrinningsområde.